# OpenVPN
OpenVPN est un logiciel libre et open source permettant de créer un réseau privé virtuel (VPN). Son développement débute le 13 mai 2001 grâce à James Yonan.

## Introduction
OpenVPN permet à des pairs de s'authentifier entre eux à l'aide d'une clé privée partagée à l'avance, de certificats électroniques ou de couples de noms d'utilisateur/mot de passe. Il utilise de manière intensive la bibliothèque d'authentification OpenSSL ainsi que le protocole SSLv3/TLSv1. Disponible avec une multitude d'environnements tel que Solaris, OpenBSD, FreeBSD, NetBSD, Linux (Debian, Redhat, Ubuntu, etc.), Mac OS X, Windows 2000, XP, Vista, 7, 8 ,10 et 11, ainsi que les systèmes mobiles Android et iOS, il offre de nombreuses fonctions de sécurité et de contrôle.
OpenVPN n'est pas compatible avec IPsec ou d'autres logiciels VPN. Le logiciel contient un exécutable pour les connexions du client et du serveur, un fichier de configuration optionnel et une ou plusieurs clés suivant la méthode d'authentification choisie.